# Comarque de Santander
La Comarque de Santander est une comarque de Cantabrie (Espagne). Son chef-lieu est Santander.

## Communes
- El Astillero.
- Camargo.
- Piélagos.
- Santa Cruz de Bezana.
- Santander.
- Villaescusa.
- Penagos.